# Friedrich Accum
Friedrich Christian Accum ou Frederick Accum, né à Bückeburg le 29 mars 1769 et mort à Berlin le 28 juin 1838, est un chimiste allemand. Ses principaux apports ont concerné l'éclairage au gaz, la lutte contre la nourriture toxique et la vulgarisation de la chimie auprès du grand public. Après un apprentissage comme apothicaire, il vécut à Londres de 1793 à 1821 en tant que "chimiste indépendant" : il fabriqua et vendit des produits chimiques et des instruments scientifiques, tint des enseignements payants de chimie expérimentale et collabora avec des institutions de recherche variées.
Accum s'impliqua dans le domaine du gaz d'éclairage, influencé dans ce sens par Frederick Albert Winsor qui avait promu la fondation d'une entreprise visant à introduire l'éclairage au gaz à Londres. Sur la demande de la Gas Light and Coke Company, il entreprit de nombreuses expériences sur le sujet et, en 1812, il devint membre du conseil d'administration de l'entreprise. L'utilisation du gaz d'éclairage pour l'éclairage public ou dans la sphère privée passa notamment par la création de la première grande usine de production de gaz dont il fut l'un des concepteurs.
Ses publications, pour la plupart en anglais, étaient écrites dans un style accessible au grand public, ce qui contribua fortement à la vulgarisation de la chimie à cette époque. En 1820, Accum publia un Treatise on Adulteration of Food ("traité sur la nourriture frelatée"), dans lequel il dénonce l'utilisation d'ingrédients toxiques, ce qui marque les débuts de l'intérêt pour la nutrition : Accum fut le premier à s'intéresser à ce sujet tout en touchant un public important. Bien que son livre se soit très bien vendu, ses tentatives pour éveiller la conscience du grand public dans ce domaine lui attirèrent de nombreux ennemis dans l'industrie alimentaire à Londres. Il quitta l'Angleterre après un procès lancé contre lui, et consacra la fin de sa vie à l'enseignement à Berlin.

## Jeunesse et éducation

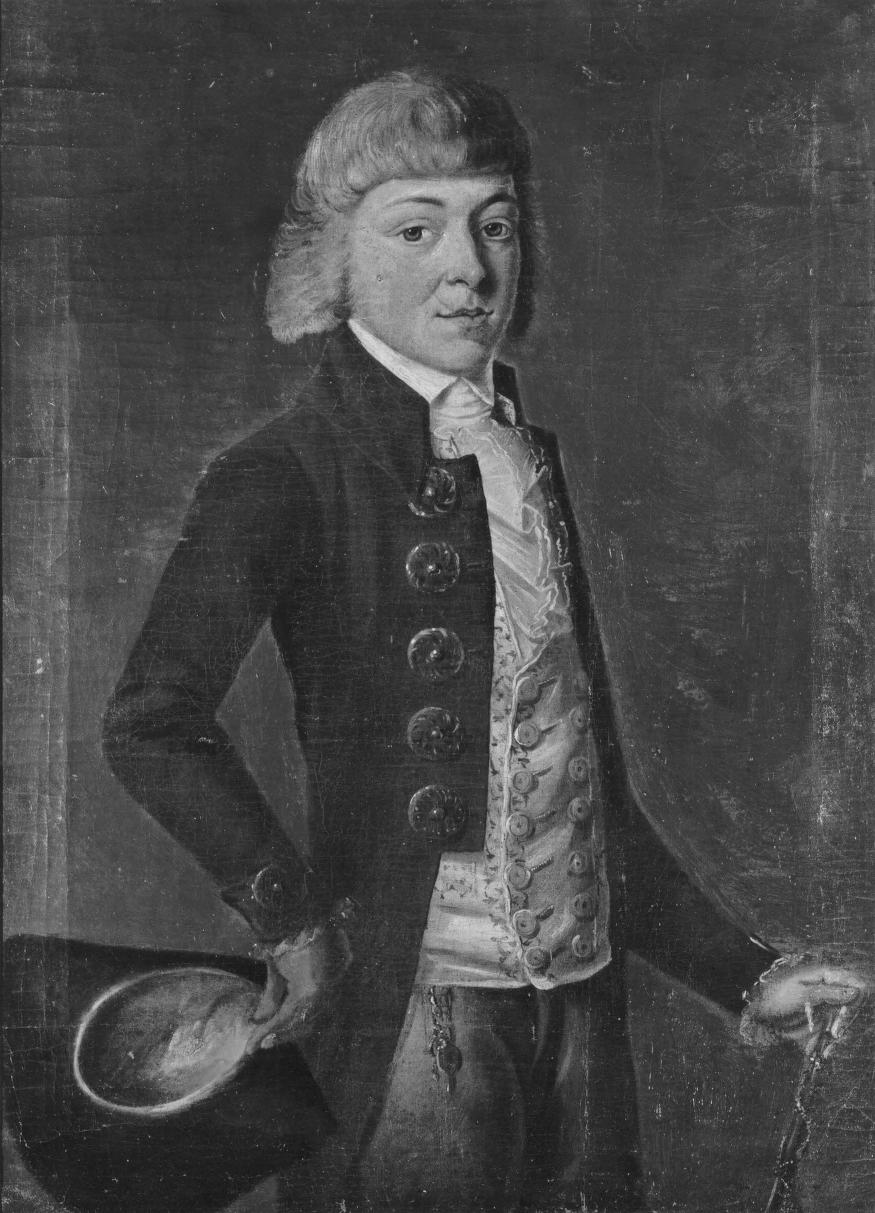
Friedrich Accum jeune. Reproduction en noir et blanc d'une peinture à l'huile du beau-frère d'Accum, Wilhelm Strack.

Accum est né à Bückeburg, une ville de la Principauté de Schaumbourg-Lippe (actuellement en Basse-Saxe) une cinquantaine de kilomètres à l'ouest de Hanovre. Son père Markus Herz, qui est originaire de Vlotho (une ville du nord de la Rhénanie-du-Nord-Westphalie), a servi dans un régiment d'infanterie du comte Georg Wilhelm de Schaumburg-Lippe. D'origine juive, il se convertit au protestantisme en 1755. Peu après, il épouse à Bückeburg Judith Berth La Mottein. Judith est la fille d'un chapelier, membre de la communauté française de Berlin, et son grand-père un réfugié français ayant fui les persécutions à l'encontre des Hugenots.
Lors de son baptême, Markus Herz change son nom en Christian Accum. En plus de choisir comme prénom Christian, il choisit de souligner encore sa conversion à la religion chrétienne en prenant pour nom Accum, nom dérivé du mot hébreu "Akum" signifiant "non-Juif". On ne sait pas s'il décide de cette conversion de son propre chef ou sous la pression de sa future belle-famille. Quoi qu'il en soit à la suite de son mariage, il devient commerçant indépendant et fabricant de savon et habite dans un premier temps la maison de ses beaux-parents au 141 Schulstraße à Bückeburg. Il devient citoyen de la ville 9 ans après son mariage. Il meurt à 45 ans le 9 mai 1772, 3 ans après la naissance de Friedrich Christian.
Friedrich Accum effectue ses études au Lycée Adolfinum de Bückeburg et bénéficie également de leçons privées de français et d'anglais. À la fin de ses études, il réalise son apprentissage d'apothicaire à Hanovre chez des amis de la famille Accum, les Brande. Les Brande possèdent également un bureau à Londres et sont les apothicaires de George III, roi d'Angleterre et futur roi de Hanovre. À cette époque, Londres est un lieu très attractif pour les scientifiques de toute l'Europe. Friedrich y émigre en 1793 pour occuper un poste d'assistant apothicaire pour Brande sur Arlington Street.

## Les premières années à Londres
Après avoir travaillé comme apothicaire pour la famille Brand, Accum poursuit des études scientifiques et assiste à des cours de médecine à l'école d'anatomie de Great Windmill Street. Il y fait la connaissance du chirurgien Anthony Carlisle (1768–1842) et du chimiste William Nicholson (1753–1815), dans le journal duquel il publie son premier article en 1798. Le 10 mai 1798, il épouse Mary Ann Simpson (6 mars 1777 – 1er mars 1816 à Londres). Entretemps, il a anglicisé son nom en "Frederick Accum". Frederick et Mary Ann auront 8 enfants en tout, mais deux seulement dépasseront le stade de l'enfance.
À l'automne 1799, une traduction paraît dans le journal de Nicholson des travaux pionniers de Franz Carl Achard concernant la production de sucre à partir de la betterave. Jusqu'alors, la seule plante permettant de produire du sucre était la canne à sucre, cultivée aux Amériques. Ces travaux sont accueillis avec un grand intérêt, puisqu'ils pourraient permettre la création d'une industrie du sucre locale. Peu de temps après la publication de cet article, Accum reçoit des échantillons de betterave de Berlin et les montre à William Nicholson. Il s'agissait alors des premières betteraves sucrières étudiées en Angleterre, et Nicholson publie un rapport détaillé de ses observations dans l'édition de janvier de son journal, dans lequel il écrit que le goût du sucre issu de la betterave est aussi bon que celui issu de la canne à sucre.

## travail dans un laboratoire, marchand puis enseignant particulier

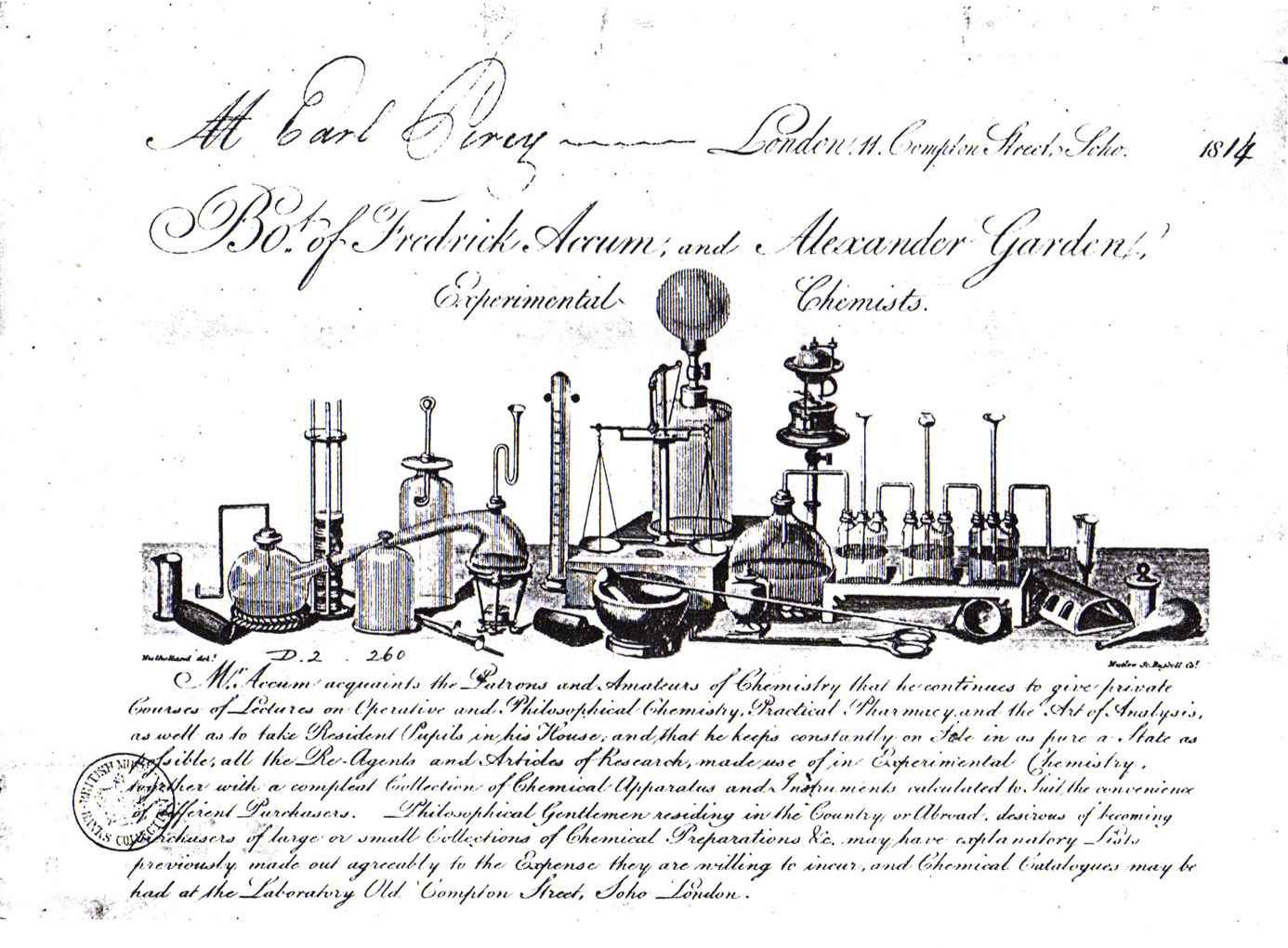
Carte de visite de Friedrich Accum.

En 1800, Accum et sa famille quittent le 17 Haymarket pour le 11 Old Compton Street (en), où ils passeront les 20 années suivantes et qui en plus de domicile servira d'école, de laboratoire où il effectuera ses expériences, et de magasins de produits chimiques et d'instruments scientifiques. Sur les cartes de visite dont il se sert pour faire de la publicité pour ses services, il décrit ses activités de la manière suivante :
Mr Accum acquaints the Patrons and Amateurs of Chemistry that he continues to give private Courses of Lectures on Operative and Philosophical Chemistry, Practical Pharmacy and the Art of Analysis, as well as to take Resident Pupils in his House, and that he keeps constantly on sale in as pure a state as possible, all the Re-Agents and Articles of Research made use of in Experimental Chemistry, together with a complete Collection of Chemical Apparatus and Instruments calculated to Suit the conveniences of Different Purchasers.
en français :
Mr Accum informe les mécènes et les amateurs de chimie qu'il continue à donner des cours privés sous forme de conférences de chimie philosophique et pratique, de pharmacie pratique et d'art de l'analyse, de même qu'il accueille des étudiants résidents à son domicile, et qu'il met constamment à disposition à la vente dans l'état le plus pur possible tous les réactifs et les articles de recherche dont on fait usage en chimie expérimentale, ainsi qu'une collection complète d'appareils et d'instruments de chimie conçus pour satisfaire les souhaits des différents acheteurs.
Il distribue un catalogue des marchandises mises en vente à son magasin de Old Compton Street, et l'envoie également sur demande dans d'autres villes en Angleterre et à l'étranger.
Durant plusieurs années, le laboratoire d'Accum est le seul endroit en Angleterre où il est possible d'assister à des cours de chimie pratique en laboratoire, en plus des conférences théoriques de chimie. Les enseignements d'Accum attirent au moins en partie un public de qualité. Ses auditeurs comptent notamment le célèbre homme politique londonien et futur premier ministre Lord Palmerston, le Duc de Bedford et le Duc de Northumberland. De plus, son laboratoire est le premier en Europe à être visité par des étudiants et des savants venus des États-Unis, parmi lesquels Benjamin Silliman et William Dandridge Peck. Plus tard, lorsque Silliman devient professeur de chimie à Université Yale (alors college Yale) à New Haven, il commande ses premiers équipements de laboratoire à Londres à Accum. Charles Albert Browne, biographe de Accum, présume dans ses travaux de 1925 que certaines des anciennes facultés américaines possèdent encore des factures du magasin de Accum.
Avec le développement de nouveaux appareils de laboratoire, Accum occupe une position de moyenne gamme par rapport au coût des équipements et à leur aspect pratique. Il permet également à des amateurs de réaliser des travaux simples de chimie dans son établissement. Il développe des kits portables de laboratoire, destinés aux fermiers pour l'analyse des sols. Pour un prix de 3 à 8 livres, ses coffrets sont les premiers laboratoires portatifs.

## Son rôle dans le développement du gaz d'éclairage
Le développement industriel à la fin du XVIIIe et au début du XIXe siècle était relativement indépendant de quelque sorte que ce soit d'éclairage artificiel. L'éclairage des usines textiles par des chandelles ou des lampes à huile entrainait des dépenses considérables ce qui n'était pas soutenables d'un point de vue économique. Avec le développement de techniques de production industrielles, les nouvelles usines textiles n'étaient pas seulement plus grandes mais elles devaient également être éclairées plus puissamment et sur des durées plus longues. Du fait à la fois d'un essor important de la demande, et des progrès technologiques entrainés par les travaux théoriques de Lavoisier concernant le rôle du dioxygène dans la combustion, une série continue d'améliorations des technologies d'éclairages a lieu à la fin du XVIIIe siècle.
La production de gaz à partir de charbon avait été signalée à la fin du XVIIe siècle par Henry Clayton dans une lettre à Robert Boyle. Dans cette lettre, publiée uniquement en 1739 dans les Philosophical Transactions de la Royal Society of London, Clayton écrit :
J'ai ensuite obtenu du charbon d'une des mines alentour, que j'ai distillé dans une cornue. Dans un premier temps, je n'ai obtenu que du phlegme, puis une huile noire, et ensuite également un esprit est apparu, que je ne suis pas parvenu à condenser, mais qui a cassé ma verrerie. J'ai observé que cet esprit en s'échappant prenait feu à la flamme de ma chandelle, et continuait à brûler violemment en s'échappant, jusqu'à ce que je l'éteigne, puis se rallumait de nouveau, alternativement, à plusieurs reprises.
Cette observation ne trouva pas d'application pratique avant la fin du XVIIIe siècle. Le gaz produit lors du traitement du charbon dans les cokeries n'était pas utilisé jusqu'à ce que William Murdoch commence à promouvoir son utilisation pour l'éclairage. D'autres expériences de ce type avaient été effectuées par exemple par George Dixon à Cockfield en 1780, par Jan Pieter Minckelers en 1785 à Louvain, ou par Archibald Cochrane en 1787 dans son domaine de l'abbaye de Culross, mais elles étaient toutes à petite échelle. Le premier véritable prototype des futures usines de gaz a été construit en 1802 à la fonderie de Soho et en 1805 à la filature de coton de George Lee à Salford, près de Manchester. Cependant, cette nouvelle technologie doit faire face à un grand scepticisme. Il faut attendre 1810 pour qu'une commission de la Chambre des communes demande à Murdock : "Vous voulez dire qu'il sera possible d'obtenir de la lumière sans mèche ?" Il faut encore attendre la seconde décennie du XIXe siècle pour que l'éclairage au gaz sorte des fabriques industrielles pour commencer à éclairer les rues des villes. Accum joua un rôle crucial dans ce développement.

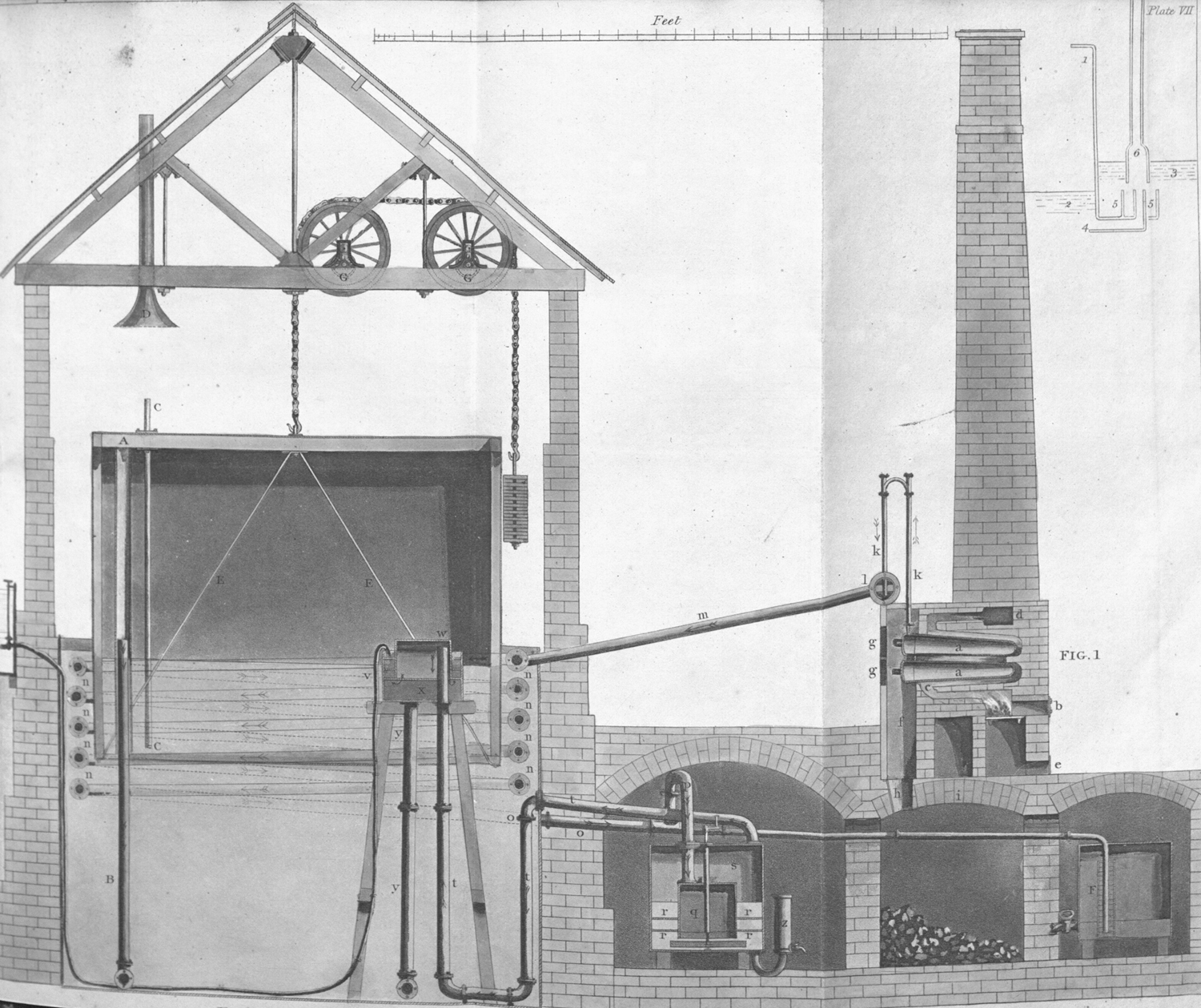
La première fabrique londonienne de gaz en 1814. Plan d'Accum dans A Practical Treatise on Gas Light (1815). Les appareils de distillation sont placés transversalement, directement sous la cheminée, le gazomètre est sur la gauche.

Accum commence à s'impliquer dans la production de gaz pour l'éclairage à la suite des efforts de Friedrich Albert Winsor (1763–1830), un autre émigré allemand, qui avait mené une campagne publicitaire sur plusieurs années. En 1809, Accum est convoqué devant une commission parlementaire qui souhaite accorder une charte pour une compagnie de gaz à la suite de la campagne de Winsor. La première tentative est un échec, mais la loi passe en 1810 et la compagnie est fondée sous le nom de "Gas Light and Coke Company". La compagnie remplit les conditions spécifiées dans la loi et commence ses opérations en 1812, Accum est alors membre du conseil d'administration. Il dirige la construction d'une usine de gaz sur Curtain Road, la première dans l'histoire de l'éclairage au gaz. Dès ce jour, l'éclairage au gaz n'est plus limité aux sites industriels et il apparait dans les villes. Le pont de Westminster est éclairé par des lampes au gaz en 1813 et un an plus tard, c'est le tour des rues de Westminster. En 1815, Accum publie "Description of the Process of Manufacturing Coal-Gas". Dans l'introduction, il compare les nouvelles usines de gaz avec les compagnies des eaux, qui opèrent à Londres depuis le début du XVIIIe siècle : "Grâce au gaz, il sera possible d'avoir la lumière dans toutes les pièces, comme c'est le cas actuellement pour l'eau". Lorsque ce livre est traduit en allemand à Berlin en 1815, une note explicative doit être ajoutée, aucune compagnie des eaux n'y existant encore : "Il y a beaucoup de demeures privées en Angleterre dans lesquelles on trouve des tuyaux dans les murs, de telle manière que dans presque toutes les pièces, il suffit d'ouvrir un robinet pour avoir de l'eau."
En 1814 à Londres, il n'existe qu'un seul gazomètre de 400 m3, mais en 1822 on trouve déjà 4 compagnies de gaz dont les gazomètres représentent un volume combiné de 28 000 m3. De manière à optimiser le réseau de distribution, les usines étaient alors implantées dans les districts de la ville, là où le gaz était consommé. Le développement de ce type d'usines chimiques dans des lieux d'habitation entrainent des critiques de cette nouvelle technologie de la part du public. Ses critiques étaient particulièrement virulentes lorsque des explosions avaient lieu et étaient également dirigées contre les effluents toxiques en provenance des usines. Accum qui à ce moment fait partie des promoteurs de l'éclairage au gaz, en plus de ses travaux de chimiste, réfute violemment ces critiques dans ses propres écrits. Au travers d'analyses pointues, il montre que dans l'ensemble les accidents sont dus à des erreurs humaines et non à des problèmes technologiques et sont donc évitables.
Dès le début, Accum se préoccupe des sous-produits de la production de gaz à partir du charbon, qui comportent notamment des composés soufrés et du goudron. Ils étaient alors généralement enterrés ou déversés dans les cours d'eau. Les composés ammoniés et soufrés entrainaient des dommages importants pour l'environnement. En 1820, Accum commence à demander que le pouvoir législatif intervienne pour prévenir la dispersion inconsidérée de ces sous-produits. Cependant, il s'ensuit peu d'attention de la part du pouvoir politique, les explosions dues au gaz frappant beaucoup plus l'attention que les dégradations de l'environnement sur le long terme dues aux sous-produits toxiques de la fabrication du gaz.

## Alimentation et produits toxiques
En 1820, Accum entame une lutte publique contre l'utilisation de denrées alimentaires toxiques dans son livre A Treatise on Adulterations of Food and Culinary Poisons (Traité sur la nourriture frelatée et les poisons culinaires). À cette époque, les additifs alimentaires issus de végétaux sont utilisés depuis longtemps comme conservateurs ou pour modifier le goût ou l'apparence des aliments. Au début de XIXe siècle, les débuts de l'utilisation de techniques industrielles pour produire la nourriture étend cette pratique au point d'en faire un problème pressant. La production et la distribution des denrées alimentaires, qui jusque-là étaient constituées d'un échange direct entre un producteur et son client, devient de plus en plus centralisée. Les progrès de la chimie et l'absence de loi protégeant les consommateurs permettent à des marchands peu scrupuleux de développer et utiliser de nouveaux additifs alimentaires sans les tester Accum est le premier à soulever ce problème et à toucher une large audience.

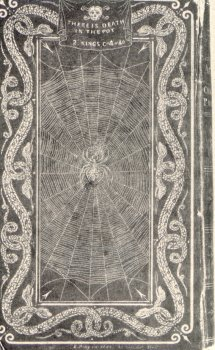
“La mort est dans la marmite” − couverture du livre d'Accum A Treatise on Adulterations of Food and Culinary Poisons (1820)

Un mois après la publication du A Treatise on Adulterations of Food and Culinary Poisons, un millier de copies ont été vendues. Un second tirage paraît la même année et une traduction en allemand est publiée deux ans plus tard à Leipzig. La couverture du livre montre qu'Accum est capable d'utiliser des images dramatiques pour attirer l'attention du grand public sur ses travaux scientifiques. Elle représente un cadre rectangulaire contenant une toile d'araignée et entourée de serpents entrelacés. Une araignée occupe le centre de la toile, et le cadre est surmontée d'une tête de mort avec une légende tirée de l'Ancien Testament : "La mort est dans la marmite".
Le contenu des différents chapitres du livre alterne entre les fraudes sans danger, comme mélanger de la poudre de pois séchés au café, et des descriptions de contaminations par des substances vraiment toxiques. Accum explique par exemple à ses lecteurs que l'huile d'olive importée d'Espagne contient une concentration importante de plomb, à cause des containers en plomb utilisés dans ce pays au cours du traitement de l'huile et recommande d'utiliser de l'huile d'autres pays comme la France ou l'Italie où cette utilisation n'a pas cours. Il met en garde ses lecteurs contre les bonbons vert brillant vendus dans les rues de Londres par des marchands ambulants, la couleur étant produite en utilisant du "sapgreen", un colorant contenant une teneur élevée de cuivre. Il explique également que le vinaigre est souvent mélangé avec de l'acide sulfurique de manière à augmenter son acidité.
Accum consacre une attention particulière à la bière et introduit ce sujet avec ce commentaire : "les boissons issues du malt, et plus particulièrement les porter, boisson préférée des habitants de Londres et d'autres grandes villes, font partie des aliments qui sont les plus fréquemment frelatés au cours de leur production." Il affirme que les bières anglaises sont occasionnellement additionnées de mélasse, de miel, de vitriol, de poivre et même d'opium. Parmi les pratiques les plus choquantes qu'il cite figure l'ajout à la porter de coque du Levant, de la famille des Menispermaceae. Il était apparu évident durant les guerres de la Révolution française que cette pratique devenait incontrôlable et Accum attribue les effets d'intoxication de la boisson à cette plante. Pour soutenir ses affirmations, Accum utilise des sources variées. Par exemple dans le cas de la coque du Levant, il utilise entre autres des statistiques d'importations de la plante et compare l'évolution des prix de cette plante dans les listes de prix des fournisseurs de matériels de brasseries aux prix tendanciels à long terme.
Le Treatise on Adulterations of Food and Culinary Poisons possède deux caractéristiques notables. Tout d'abord, de manière similaire aux premiers ouvrage d'Accum, il est écrit avec la description de techniques simples de chimie analytique qu'il a employées, de manière à le rendre plus accessible au lecteur. Il veut que chaque test puisse être reproduit par un amateur de la manière la plus simple possible. Il écrit dans la préface de la première édition :
Lorsque j'ai mis au point les procédures expérimentales nécessaires à la détection des fraudes, ce qui constitue l'objet de mon exposé, je me suis attaché à choisir uniquement des opérations qui puissent être réalisées par des personnes sans formation de chimiste. Par ailleurs, mon objectif a été d'exprimer toutes les règles et les instructions en utilisant la langue du plus grand nombre, sans termes scientifiques obscurs qui n'auraient pas été à leur place dans un ouvrage destiné à être lu attentivement par le grand public.
La seconde caractéristique est qu'Accum ne limite pas sa campagne à un simple exposé des problèmes. À la fin de chaque chapitre, il inclut les noms de marchands qui au cours des années précédant 1820 ont été surpris à frelater des denrées alimentaires. De cette manière, il cherche à les priver de leur marché et à influer sur l'économie de Londres.

### Réactions auTreatise on Adulterations of Food
Friedrich Accum avait bien conscience avant la publication de son livre que le fait de mentionner des noms précis au sein du milieu économique londonien allait entraîner des résistances et peut-être des réactions violentes. Dans la préface de la première édition, il qualifie la publication de ces noms de "tâche ingrate" et de "devoir douloureux" qu'il entreprend après vérification de ses affirmations. Bien qu'il ajoute ensuite qu'il a "soigneusement évité de citer quiconque ne serait pas nommé dans des documents authentiques du parlement", il ne peut éviter d'attirer la colère de ses opposants. Au moment de la parution de la seconde édition, il affirme dans la préface avoir reçu des menaces. Dans le même temps, cela ne l'empêche pas de "mettre l'imprudent en garde" contre les supercheries de personnes peu scrupuleuses. Il ajoute également qu'il souhaite avertir ses ennemis cachés qu'il se servira de son texte pour signaler à jamais les crimes pour lesquels ces escrocs et leurs associés ont été jugés coupables par la justice, c'est-à-dire avoir rendu toxiques les aliments de base.

## Scandale et poursuites
Le procès qui finit par entraîner le départ d'Accum d'Angleterre et son retour en Allemagne débute quelques mois après la parution du Treatise on Adulterations of Food and Culinary Poisons. Pendant longtemps, de nombreuses explications contradictoires ont été données sur les circonstances exactes de son exil. En définitive, Cole prouve en 1951 dans un addenda au compte-rendu de Royal Institution que la présentation des évènements adoptées dans le Dictionary of National Biography puis plus tard dans le Allgemeine Deutsche Biographie, suivant lesquels Accum avait été mêlé a des accusations de détournement de fonds en tant que bibliothécaire de la Royal Institution et s'était enfui vers l'Allemagne, ne correspond pas à la réalité.

Cole reproduit en totalité le compte-rendu d'une assemblée extraordinaire de la Royal Institution en date du 23 décembre 1920 qui montre que ces événements ont débuté à la suite des observations d'un bibliothécaire de la Royal Institution nommé Sturt. Celui-ci rapporta à ses supérieurs que le 5 novembre 1820, un certain nombre de pages avaient été arrachées de livres en salle de lecture de la Royal Institution, livres qu'Accum avait lus. Sur instruction de ses supérieurs, Sturt perça un trou dans un mur de la salle de lecture de manière à espionner Accum depuis une pièce voisine. D'après le compte-rendu, au cours de la soirée du 20 décembre, Sturt observa Accum arracher des pages traitant des ingrédients et utilisations du chocolat dans un volume du Nicholson’s Journal et partir avec. Sur ordre d'un magistrat de la ville de Londres, les locaux d'Accum sur Old Compton Street furent fouillés et on y découvrit effectivement les pages arrachés, qui correspondaient bien aux livres de la Royal Institution.
Après avoir étudié la totalité de l'affaire, le magistrat observa que quelle qu'ait été la valeur des livres desquelles les pages qui avaient été trouvées au domicile d'Accum avaient été prises, une fois séparées de ces livres elles n'étaient plus que du papier bon pour le rebut. Si elles avaient pesé une livre, il l'aurait condamné pour une livre de papier, mais comme ce n'était pas le cas il l'acquittait.
Cependant, la commission de la Royal Institution qui se réunit le 23 décembre 1820 ne se satisfit pas de ce jugement et décida d'engager des poursuites à l'encontre d'Accum. Le 10 janvier 1821, une lettre ouverte à l'intention de Lord Spencer, président de l'institution, fut publiée dans The Times pour défendre Accum. La lettre était signée "A.C.", et Cole suppose que l'auteur est le chirurgien Anthony Carlisle, ami d'Accum depuis le début de son séjour londonien. Ce soutien profita peu à Accum, comme le montre le compte-rendu de la Royal Institution du 16 avril 1821. Celui-ci rapporte l'initiation des poursuites judiciaires contre Accum pour le vol de papier pour une valeur de 14 pence. Deux de ses amis étaient cités également dans l'acte d'accusation : l'éditeur Rudolph Ackermann et l'architecte John Papworth. Les trois se présentèrent au tribunal et durent payer 400 livres sterling de caution. Accum ne fut pas présent au tribunal lors des débats, il avait fui l'Angleterre pour regagner l'Allemagne.

## Retour en Allemagne
Au cours des deux années précédant son retour en Allemagne, Accum avait publié plusieurs livres traitant de la chimie de la nutrition. En 1820, il avait publié deux traités, l'un sur la fabrication de la bière (A Treatise on the Art of Brewing - "traité sur l'art de la brasserie") et un autre sur le vin (A Treatise on the Art of Making Wine - "traité sur l'art de produire le vin"). L'année suivante paraissait Culinary Chemistry ("chimie culinaire"), dans lequel Accum donnait des informations pratiques sur les bases scientifiques de la cuisine. Il avait également publié un livre sur le pain (A Treatise on the Art of Making Good and Wholesome Bread - "traité sur l'art de faire du pain bon et sain"). Après son retour en Allemagne, ses travaux continuèrent à être réimprimés et furent traduits en français, italien et allemand, touchant un public vaste en Europe ainsi qu'aux États-Unis après qu'ils y furent publiés.
Immédiatement après son arrivée en Allemagne, Accum se rend dans la ville de Althaldensleben. Dans cette ville, l'industriel Johann Gottlob Nathusius (de) a acquis un certain nombre de domaines et les utilise pour fonder des installations industrielles tentaculaires. Nathusius est également un pionnier dans le domaine de la production de sucre de betterave et a établi une usine sucrière dans la ville entre 1813 et 1816. C'est probablement la riche bibliothèque de Nathusius ainsi que son laboratoire de chimie qui attirent Accum. Cependant, il ne reste que peu de temps à Althaldensleben, parce qu'il obtient rapidement un poste de professeur à l'institut des métiers de Berlin et à l'académie d'architecture de Berlin. Ses enseignements dans le domaine de la physique, de la chimie et de la minéralogie sont rassemblés dans les deux volumes Physische und chemische Beschaffenheit der Baumaterialien, deren Wahl, Verhalten und zweckmässige Anwendung publiés à Berlin en 1826. Il s'agit des seuls travaux publiés directement en allemand par Accum.
Quelques années après son installation à Berlin, Accum fait construire une maison au 16 Marienstraße (plus tard 21 Marienstraße) où il réside jusqu'à sa mort. Au cours de ses dernières années, il souffre de la goutte, dont il finira par succomber. Sa maladie empire en juin 1838 et son état de santé se détériore rapidement. Il meurt à Berlin à 69 ans, le 28 juin et est enterré au cimetière de Dorotheenstadt.

## Bibliographie et sources primaires

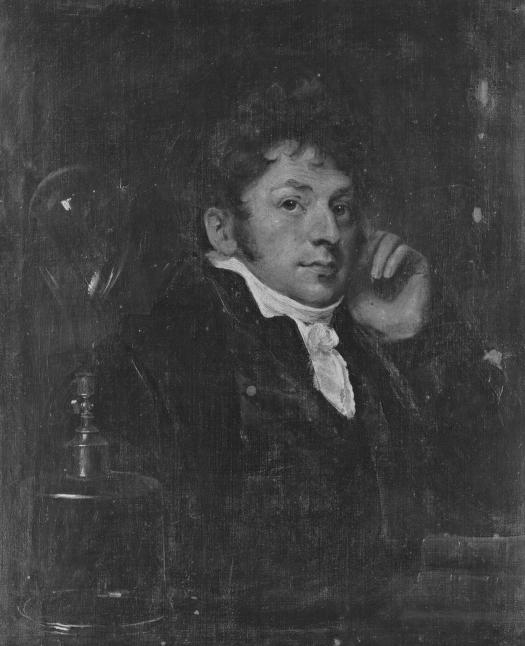
Photographie en noir et blanc d'un portrait peint par Samuel Drummond, de Londres.